# Viktor Hej
Viktor Viktorovyč Hej (in ucraino Віктор Вікторович Гей?; Nižnij Koropec', 2 febbraio 1996) è un calciatore ucraino, difensore dell'MTK Budapest.